# Plexippoides arkit
Plexippoides arkit là một loài nhện trong họ Salticidae.
Loài này thuộc chi Plexippoides. Plexippoides arkit được Dmitri Viktorovich Logunov & Rakov miêu tả năm 1998.